# Helene Goldhammer
Helene Goldhammer, auch Helen Goldhammer (* 16. Oktober 1902 in Sanok/Galizien; † 31. August 1988 in Sydney, Australien) war eine österreichische Chemikerin, Physiologin und Verfolgte des NS-Regimes.

## Leben
Helene Goldhammer wurde als Tochter des Rechtsanwalts Arthur Goldhammer und dessen Ehefrau Zlotka (geborene Herzig) geboren. Ein Jahr nach ihrer Geburt übersiedelte die Familie nach Lemberg, im Jahr 1914 dann nach Wien. Helene Goldhammer studierte Chemie mit dem Spezialfach Physiologische Chemie an der Universität Wien. Sie promovierte daselbst im Jahr 1925 zum Thema Über den Diphenyloxyazetaldehyd und publizierte gemeinsam mit Ernst Zerner zu diesem Thema in den Monatsheften für Chemie. Ab 1927 widmete sie sich endokrinologischen Fragestellungen und arbeitete am Neurologischen Institut der Universität Wien als wissenschaftliche Mitarbeiterin bei Otto Marburg. Ein weiteres Standbein hatte sie am physiologischen Institut auf der serodiagnostischen Station. Sie veröffentlichte hier etliche Studien.
Nach dem Anschluss Österreichs an das nationalsozialistische Deutsche Reich wurde Helene Goldhammer von der Universität Wien vertrieben. Sie lebte zunächst vom Erlös ihrer Möbel in Wien, Hoher Markt 9. 1938 gelang ihr mittels eines Empfehlungsschreibens von Otto Marburg die Flucht nach Australien. Dort arbeitete sie an der University of Technology in Sydney und publizierte unter dem Namen Helen Goldhammer. Sie verstarb im australischen Exil.
Ernst Zerner und Otto Marburg gelang die Flucht in die USA, nach New York City.

## Publikationen
- mit Zacharias Dische (1933): Anatomische Veränderungen des Pankreas nach toxischen Gaben des Dodeka- und Dekamethylendiguanidis. In: Archiv für Verdauungskrankheiten, 54(5–6), 319–327.
- mit Walter Fleischmann (März 1934): Nachweis einer oestrushemmenden Substanz in der Zirbeldrüse junger Rattenweibchen. In: Journal of Molecular Medicine, Vol. 13, Springer: p. 415
- mit Paul Loewy (1935): Folikelreifungshormon im Harn von vegetativ–stigmatisierten Männern mit Potenzstörung. In: Klinische Wochenschrift. Leipzig. Digitalisat[5]
- mit Otto Marburg (1938): Versuch einer Permeabilitätssteigerung der Blut-Hirnschranke und Blut-Liquorschranke für Kolloide. In: Naunyn-Schmiedebergs Archiv für experimentelle Pathologie und Pharmakologie, Volume 189, 164–168.